# 未来影视城站
未来影视城站是法国的一个铁路车站，位于法国西部市镇普瓦图地区沙斯讷伊，普瓦捷市区以北，靠近未来影视城。

## 位置
未来影视城站位于普瓦图地区沙斯讷伊市区的北部，巴黎－波尔多铁路326.075公里处。车站大致呈南北走向，开口朝西。

## 历史
未来影视城站建于2000年5月，由德尼·拉明设计，是一座在既有线铁路上新增的铁路车站，位于巴黎－波尔多铁路正线上，通过一个人行天桥和未来影视城连接。未来影视城站最初仅供途径于此的TGV列车停靠，自2014年底起所有途径该站的普速列车也全部停靠。

## 设施
未来影视城站设有人工售票窗口，其开放时间为每天12:30至18:30。此外，未来影视城站站内还设有自动售票机等设施。

## 停靠线路
以下列车线路在未来影视城站停靠：
| 未来影视城站列车线路表   |                     |                         |           |                 |
| 线路                     | 车种                | 上一站                  | 下一站    | 大致运行频率    |
| 巴黎—普瓦捷              | TGV                 | 圣皮埃尔德科尔/沙泰勒罗 | 普瓦捷    | 每天3趟左右     |
| 巴黎—波尔多              | INTERCITÉS 100% Éco | 圣皮埃尔德科尔          | 普瓦捷    | 每天1趟         |
| 图尔—普瓦捷              | TER                 | 沙泰勒罗                | 普瓦捷    | 每天4趟左右     |
| 拉罗谢尔→图尔            | TER                 | 沙斯讷伊                | 若奈-克朗 | 每天1班（单程） |
| 沙泰勒罗→拉罗谢尔        | TER                 | 若奈-克朗               | 沙斯讷伊  | 每天1班（单程） |
| 沙泰勒罗—普瓦捷/昂古莱姆 | TER                 | 若奈-克朗               | 沙斯讷伊  | 每天8趟左右     |
| 1. 2. 3. 4.              |                     |                         |           |                 |

## 配套交通

### 长途客车
| 停靠未来影视城站附近的大巴车 |                                   |                                                                                         |
| 上下车地点                   | 运营单位                          | 主要线路及目的地                                                                        |
| 未来影视城西侧               | Flixbus                           | 巴黎、昂古莱姆、波尔多、巴约讷、比亚里茨、毕尔巴鄂、马德里、梅里达、巴达霍斯、里斯本    |
| 未来影视城站门口             | 维埃纳省城际客运 Lignes en Vienne | - 101线：迪赛、圣乔治莱巴亚若、普瓦图地区沙斯讷伊、普瓦捷                               |
| 未来影视城站门口             | SNCF Car TER                      | - 普瓦捷、沙泰勒罗 - 当某条铁路线施工或罢工时，SNCF可能会提供途径该线路沿途站点的大巴车 |
| 1. 2. 3. 4.                  |                                   |                                                                                         |

### 市内交通
| 未来影视城站附近的市内公共交通线路   |                  |                                                                                                  |
| 公交车站名称                         | 位置             | 停靠线路                                                                                         |
| Gare du Futuroscope 未来影视城火车站 | 未来影视城站门口 | - 21路：普瓦捷-圣母 ↔ 普瓦图地区沙斯讷伊-马蒂尼 - E线：普瓦捷-圣母 ↔ 普瓦图地区沙斯讷伊-国际高中 |
| 1. 2. 3.                             |                  |                                                                                                  |

### 社会车辆
未来影视城站门口设有社会车辆停车场。

## 临近车站
| 未来影视城站（Gare du Futuroscope） |                  |                    |
| 上行车站                            | 线路             | 下行车站           |
| 若奈-克朗站 1.4km ←                 | 巴黎－波尔多铁路 | 沙斯讷伊站 → 2.1km |
| - 本表仅显示运营中的线路及车站      |                  |                    |